# مالك سكوت
مالك سكوت (بالإنجليزية: Malik Scott)‏ مواليد 16 أكتوبر 1980 في فيلادلفيا، الولايات المتحدة، هو ملاكم محترف أمريكي يصنف ضمن فئة الوزن الثقيل بدأ مسيرته الاحترافية سنة 2000 حيث انتصر في نزاله الأول.

## المسيرة الاحترافية
من نزالاته:
- انتصر على توني تومسون (30-10-2015).
- انتصر على تشارلز شوفورد (04-05-2007).
- انتصر على لويس موناكو (04-11-2004).

## إحصائيات
خاض خلال مسيرته 41 نزالا، فاز في 38 وتعادل في 1 وخسر في 2. فاز بالضربة القاضية في 13 نزالا.

## روابط خارجية
- مالك سكوت على موقع بوكس ريك (الإنجليزية) (registration required)